# Haplochromis bullatus
Haplochromis bullatus är en fiskart som beskrevs av Trewavas, 1938. Haplochromis bullatus ingår i släktet Haplochromis och familjen Cichlidae. Inga underarter finns listade i Catalogue of Life.